# Babice (Teplá)
Babice (németül Pobitz) Teplá településrésze Csehországban a Karlovy Vary-i kerület Chebi járásában. Központi településétől 4.5 km-re északnyugatra fekszik. A 2001-es népszámlálási adatok szerint 8 lakóháza és 21 lakosa van.

## Népesség
A település népessége az alábbiak szerint alakult:
| Lakosok száma | 151  | 150  | 150  | 145  | 133  | 26   | 20   | 6    | 21   | 20   |
|               | 1869 | 1890 | 1900 | 1921 | 1930 | 1961 | 1970 | 1991 | 2001 | 2021 |